# Stine Rex
Stine Rex født 8. juni 1979 i Herning, er en dansk atlet (ultraløber). Hun vandt EM-sølv i 24 timers løb 2018 i Timișoara, Rumænien , hvor hun satte dansk rekord med 241,920 km. I 2019 blev det til en 5. plads ved VM i Albi i Frankrig, da hun med 243,749 km forbedrede sin egen danske rekord.
Stine har i 2020 slået den nordiske rekord, europæisk rekord i 48 timers løb, med distancen på 384 km. Det skete i perioden 22.-24. maj 2020 på en 2,2 km rute i Fårup Sommerland. Anledningen var blandt andet at samle penge ind til hendes arbejdsplads, DGI Huset Nordkraft.[kilde mangler]
I 2023 satte hun uofficiel verdensrekord i 72 timersløb med over 500 kilometer.
I 2024 satte Stine Rex verdensrekorden i 6-dages løb. Hun skulle løbe 902 km, men endte med at løbe 913 km på de 6 dage, løbet strakte sig over. Derfor har hun nu verdens-rekorden i denne disciplin. Løbet foregik rundt om samme sø i Aabybro og blev desuden livetransmitteret alle 6 døgn af TV2 Nord. Anledningen var bl.a. at samle penge ind til Smilfonden, der støtter børn med alvorlige og kroniske sygdomme.
Stine Rex er mor til tvillingerne Emma og Emil, som er født i 2011.

## Eksterne link
- Stine Rex' hjemmeside

| Atletikudøver | Spire Denne biografi om en dansk atletikudøver er en spire som bør udbygges. Du er velkommen til at hjælpe Wikipedia ved at udvide den. |